# Драмски метод у развоју говора
Драмски метод у равоју говора разматра се као техника за остваривање васпитно-образовних циљева, у свом случају са аспекта развоја говора предшколске деце, али укључује и друге типове активности (покрет, гестикулација) и може се примењивати у свакодневном раду са децом. 
Оно што драмски метод чини успешним методом јесте природна потреба деце да се претварају (игре „као бајаги“). На тај начин деца кроз имитацију вежбају живот да би га боље разумела. 
Говор је средство помоћу кога се успостављају социјални контакти. За процес усвајања и равоја говора важна је комуникативна употреба говора и активност самог детета. На раном узрасту говор је ситуациони или имплицитни (размуљив одраслом који се бави дететом), у предшколском периоду је прилагођен саговорнику и комуникационој средини или експлицитни. Прелажење имплицитног у експлицитни говор постиже се стављањем детета у ситуацију да говори, користи разноврсне употребе говора у интеракцији са другима:
1. интеракциона: одржавање контаката са одраслима
2. инструментална: изражавање жеља, захтева, протеста
3. регулативна: управљањем понашањем других
4. експресивна: изражавање осећања и унутрашњих стања
5. хеуристичка: постављање питања
6. имагинативна: стварање измишљене ситуације
7. обавештајна: давање података о ономе што саговорник не зна
8. перформативна: давање обећања

Управо драмски метод пружа могућност деци да у креативној средини практикују говор и развијају своје говорно понашање.
Скоро сви циљеви у области равоја говора (као и у другим областима равоја) могу се постићи кроз и помоћу драмске методе и комбинацијом са другим методама.
Драмски метод подстиче процес учења дозвољавајући детету да постане активан учесник.
До краја 20. века, готово да није било бављења овом темом на нашем језику, па је употреба овог метода била препуштена интуицији и личним афинитетима васпитача.

### Појмови – етимологија
Метод/а μετά - метá = после, иза + ὁδός - ходóс = метходос = начин, смишљен или устаљен поступак усмерен на постизање некаквог циља на филозофском, научном или практичном подручју, или устаљен и смишљен начин обављања неке делатности.
Метода, с једне стране означава устаљени модел (редослед, процедуру) по којој се одвија нека практична делатност, а с друге стране, логички поступак примењен на филозофско и научно сазнање
У васпитно-образовном процесу метода је облик у коме се васпитно-образовни садржај преображава у свести деце и утиче на њихову личност. Ако се има у виду циљ, онда одговарајућа метода служи као средство рада васпитача са децом да би се остварио поставњени циљ.
Метода подразумева „сврсисходан и систематски примењиван начин управљања“ активношћу деце у васпитно-образовном процесу, „који омогућава стицања знања и вештина и њихову примену... доприноси развијању њихових сазнајних способности и интересовања, формирање погледа на свет и припремање за живот.“
Драма (грч. drao - чиним, радим, драма-радња) 
Посебан позоришни облик. Сценска врста са озбиљним садржајем.
Драма – књижевна врста која показује догађаје из људског живота, као да се збивају у садашњости и пред нашим очима, лица која учествују говоре и раде свако према свом карактеру. Притом, увек мора да постоји борба двеју супротности – сукоб.
Драма подразумева и јединство драмске радње.
Драмски метод у развоју говора представља „процес који има форму драме, у којој су њени учесници деца вођени од стране васпитача замишљају, размишљају и приказују искуствено стечено знање“

### Драмски метод као средство за учење
Деца уче да ходају и говоре најпре кроз имитацију. Драмске игре су дечији начин да импровизују људско искуство.
Потребу деце да имитирају васпитачи могу да употребе да активирају дечију пажњу. Ако се деци уверљиво представи оно што треба да науче, ако се активно укључе у сам процес, она ће прикупити више информација, а ефекат ће бити бољи и трајнији-
Драмске активности треба да буду подстицајне, да прате дечије искуство и интересовање и да су у складу са дечијим развојним могућностима. 
У креативној драми нема „погрешних“ дечијих одговора. Кроз игру претварања животиње причају, деца путују у џунглу или чак у васиону, дрвеће хода итд.
Душица Бојовић о могућностима драмског метода цитира Касе-Полисини. „Она је алат за искуствено, активно и садржајно учење деце обликован у интересантну и подстицајну форму. Драма је пракса за живот.“ 
У драми се објекти употребљавају на симболички начин па се развија машта и симболичко мишљење деце.
Да би драмске активности привукле дечију пажњу важно је знати шта деца воле и шта могу да раде у одређеном развојном периоду.
Душица Бојовић наводи неке опште узрасне карактеристике: 
Деца 3-4 године
- Питају „зашто“ питања (па је потребно говорити са децом о свему што их занима)

Деца 4-5 година
- Употребљавају говор да изразе мишљење, изражавају сопствена осећања док слушају причу
- Вежбају социјалне вештине и манире
- Играју игре са упутствима
- Боље контролишу покрет тела

Деца 5 и више година
- Вербално су у ставу да јасно изражавају осећања
- Воле да замишљају и преувеличавају догађаје
- Причају приче
- Изражавају мишљење
- Истражују
- Воле имитирање
- Решавају проблем, ситуације
- Испробавају нове активности
- Следе комплексинја упутства
- Граде моделе
- Покрети су им балансирани

У центру сваке драме је комуникација. Деца ће учешћем у драмским активностима у будућности имати мање проблема да говоре пред другима јер креативна драма развија вербално (и невербално) изражавање идеја и осећања. Деца, учествовањем у овим активностима, побољшавају пројекцију гласа, артикулацију речи, течни и уверљиви говор.

## Драмски метод корак по корак
„Важан аспект употребе драмског метода на овом нивоу дечјег развоја јесте приступ корак по корак. Такав приступ доприноси и подржава код деце изградњу поверења, самопоуздања, говорних и слушачких вештина, охрабрује позитивну групу интеракцију и повећава дечју самосвест у социјалном окружењу.“
Прва етапа
Јединствене драмске  игре мотивишу децу да учествују у активностима и подстичу учење на забаван начин.
Деца узраста 4-5 година препознају и позитивно реагују на познате приче, бајке, а то је добар мотив за драмски рад. Причање прича, креирање реквизита са децом, употреба драмских елемената фокусирају дечију пажњу.
Подручје драмских активности треба да укључи : креативне покрете; игре улога; представљање драмских текстова и прича другима (причање по сликама или препричавање); глуму, пантомиму, мимику; замишљена путовања; наративну пантомиму.
Учествовањем у овим активностима деца стичу следеће вештине :
- Употребљавају говор и акције да би описали одређене ситуације, емоције и ликове
- Креирају одређену индивидуалну улогу и раде тимски са другима
- Разумеју концепт драме – приче, њене делове, садржаје и разговарају о свом и учешћу других

Друга етапа
Деца на овом степену су способна да формирају одређено мишљење, да трагају за одговорима и раде конструктивно.
Креативна драма је процес у коме није примарно да се добије, на крају, савршен финални производ.
Деца ће желети да непрекидно приказују свој рад једни другима.
Подручје драмских активности укључује: импровизацију, игре улога, луткарско позориште, драматизацију и извођачке игре, рад на сопственој причи или исправци постојећих, пантомиму вођену фантазијом, наративну пантомиму.
Учествовањем у овим активностима деца ће :
- Развијати даље говор и говорну комуикацију
- Радиће индивидуално и у групи
- Развијати преговарачке способности и процењивати понашање
- Развијати даље фонетске способности и креативни израз